# Ivan Ivanovitch Sakharine
Ivan Ivanovitch Sakharine és un personatge de ficció de còmic de Les aventures de Tintín i un obsessiu col·leccionista de maquetes de vaixells antics, apareix per primera vegada a l'àlbum El secret de l'Unicorn, que es va publicar per entregues, en format de tira còmica en blanc i negre, al diari Le Soir entre l'11 de juny de 1942 i el 14 de gener de 1943, i creat per Hergé. Concretament, la seva primera aparició es va produir a la tira del 19 de juny de 1942, però no es fa menció del seu nom fins a tira del 2 de juliol. En aquesta aventura Tintin, compra un vaixell antic, després de regatejar en el preu amb el venedor, amb la intenció de regalar-se'l al capità Haddok; quan la venda ja està tancada, fa la seva aparició Sakharine, disposat a oferir més diners, no se'n surt i persegueix Tintin per tal d'aconseguir que aquest li vengui la maqueta i així poder posseir el preuat vaixell.

## Biografia de ficció
Ivan Ivanovitch Sakharine, viu a Brussel·les i és un col·leccionista obsessiu de maquetes de vaixells antics, entre els quals, un que s'anomena L'Unicorn. A l'àlbum El Secret de l'unicorn, s'adona que estan venent en un mercat una peça idèntica del vaixell que té a la seva col·lecció ell i un altre home Barnaby, intenten comprar-lo però Tintin, se'ls ha avançat i ja el te en propietat. Malgrat que li ofereixen molts més diners dels que li ha costat Tintin es nega a vendre'ls-hi, posterior-ment roben la maqueta del vaixell i Sakharine n'és un dels principals sospitosos.

## Trajectòria Editorial
El personatge de Sakharine, apareix per primera vegada, a la pàgina número tres de l'àlbum El secret de l'Unicorn, la història continua i acaba a El tresor de Rackham el Roig on també i surt el personatge, l'altre àlbum i últim on surt és a Tintín i l'Art-Alfa.
Abans de l'àlbum es va publicar per entregues al diari Le Soir, entre l'11 de juny de 1942 i el 14 de gener de 1943, el dibuix del vaixell és diferent de la versió publicada al diari de la de l'àlbum, ja que Herge el va redibuixar cada vegada que sortia en una vinyeta, a l'inici es va inspirar en la fotografia d'un vaixell de la revista, Wandelaer et sur l'eau, li va semblar interessant la imatge d'aventura i evasió que donava sense pensar gaire en què el dibuix tingues un cert rigor històric. Alexandre Berqueman, Un col·leccionista i especialista en art marítim va convèncer a Herge perquè corregís algunes incoherències i errors del primer dibuix de l'Unicorn. Aquestes correccions fetes pel dibuixant amb guaix es poden veure en les pàgines originals.

## Al cinema
A la pel·lícula, Les aventures de Tintín: El secret de l'Unicorn, Sakharine i té el paper de dolent, essent un descendent de Rackham el Roig, que vol disputar-li l'herència al Capità Haddock.